# Mériem Ouchia
Mériem Ouchia Zerdoumi est une joueuse algérienne de volley-ball née le 19 janvier 1959 et morte le 12 mai 2024.

## Biographie
Mériem Ouchia Zerdomi fut une volleyeuse du Mouloudia Club d'Alger dans les années 80[Lesquelles ?].

### Club
- Mouloudia Club d'Alger

### Palmarès
- Médaillée d'or aux Jeux africains d'Alger en 1978[5]